# Black Legion
Black Legion (ro: Legiunea Întunecată) a fost o organizație teroristă și suprematistă din Vestul Mijlociu al Statelor Unite care s-a desprins de Ku Klux Klan și care a operat în perioada marii crize din anii 1930. Conform istoricului Rick Perlstein, FBI-ul a estimat numărul de membri la „135.000 printre care și un număr mare de oficiali, inclusiv șeful poliției din Detroit”. În 1936, grupul a fost suspectat de asasinarea a 50 de persoane conform Associated Press.
Gruparea paramilitară a fost fondată în anii 1920 de către WiIlliam Shepar în sud-estul statului Ohio în regiunea Apalași sub denumirea de Black Guard cu scopul de a-i proteja pe ofițerii Ku Klux Klan. Legiunea a devenit activă în întregul stat Ohio. Unul dintre autointitulații lideri ai Black Legion, Virgil „Ber” Effinger, a locuit și muncit în Lima, Ohio.
În 1931, o filială care până la mijlocul anilor 1930 cuprindea între 20.000 și 30.000 de membri, a fost constituită în Highland Park, Michigan în perioada marii crize. Membrii săi erau bărbați protestanți, mare parte din aceștia fiind veniți din sudul Statelor Unite. O treime din aceștia locuiau în Detroit, oraș cunoscut drept centru al activităților organizației Ku Klux Klan în anii 1920. În mai, 1936, Charles A. Poole, organizatorul Works Progress Administration, a fost răpit și ucis în sud-vestul orașului Detroit. Autoritățile au arestat și condamnat o grupare formată din doisprezece bărbați afiliați cu legiunea. Dayton Dean a pledat vinovat și a mărturisit împotriva altor membri; zece alte persoane au fost cercetate în acest caz. Dean și ceilalți au fost condamnați la închisoare pe viață, iar unul dintre aceștia a fost achitat.
Associated Press descria organizația ca fiind „A group of loosely federated night-riding bands operating in several States without central discipline or common purpose beyond the enforcement by lash and pistol of individual leaders' notions of 'Americanism'”.
Mărturia lui Dean alături de alte dovezi au condus la o serie de investigații și acuzații în câteva cazuri de omor și tenativă de omor din ultimii trei ani. Alți 37 de bărbați din Black Legion au fost cercetați pentru crime, judecați și condamnați la închisoare. Procesele au dezvăluit rețeaua membrilor din administrațiile locale, în special din Highland Park, Michigan. Membrii includeau un fost primar, șef de poliție și consilier al orașului pe lângă alte persoane din funcții publice. În urma condamnărilor, numărul membrilor legiunii a scăzut drastic; teroarea cauzată de aceasta a luat sfârșit în zona Detroit.

## Istoric
Organizația a fost întemeiată în anii 1920 sub denumirea de Black Guard cu scopul de a-i proteja pe ofițerii Ku Klux Klan în estul statului Ohio și s-a extins în alte zone din vestul mijlociu al Statelor Unite. În 1931, o unitate a fost fondată în Michigan de către Arthur F. Lupp Senior din Highland Park care s-a autointitulat general-maior. Legiunea Michigan a fost organizată în stil militar cu 5 brigăzi, 16 regimente, 64 de batalioane și 256 de companii. Membrii săi se lăudau cu un milion de legionari în Michigan, însă numărul acestora a fost estimat ca fiind între 20.000 și 30.000 în perioada anilor 1930. O treime din aceștia erau în Detroit, majoritatea în Highland Park.
Asemenea celor din KKK, Black Legion era formată în mare parte din barbați albi din vestul mijlociu, mulți dintre aceștia fiind la origini sudiști, slab pregătiți pentru traiul într-o societate industrială și care considerau marginalizați din această cauză. Detestau competiția creată de imigranții albi și negri pe piața muncii și pe cea imobiliară din orașe importante precum Detroit. Lista inamicilor îi includea pe „toți imigranții, catolicii, evreii și negrii, credincioșii protestanți netradiționali, sindicatele, cooperativele agricole și diferite grupuri fraterne”. Apartenența la organizație era realizată în centrele din Michigan și Ohio. În târziul secolului XX, organizația Ku Klux Klan a fost revitalizată, mulți dintre membrii acesteia provenind din zone urbane din vestul mijlociu precum Detroit, Cleveland și Indianapolis. Un scandal național la nivelul conducerii a afectat puternic apartenența la organizație la mijlocul anilor 1920.
Membrii Black Legion au creat o rețea de locuri de munca și influență. Mai mult, în calitate de grup justițiar secret, membrii acesteia au operat în grupuri cu scopul de a-și impune punctul de vedere prin diferite acțiuni; uneori atacau imigranții pentru a-i intimida sau pentru a-și impune ideea de comportament moral. În general erau opozanți ai socialismului și sindicatelor și erau cunoscuți pentru violența lor față de așa-zișii inamici, fie ei politici sau sociali. Între 1933-1936 au fost considerați responsabili pentru unele crime nerezolvate atribuite oficial sinuciderii sau unor autori necunoscuți.

## Omuciderea lui Charles Poole
Pe 12 mai 1936, Charles A. Poole, organizatorul Work Progress Administration, a fost răpit de către un grup de membri ai Black Legion pentru a fi pedepsit pe motiv că și-ar fi bătut nevasta. Poole, etnic francez de credință catolică căsătorit cu o femeie protestantă, a fost împușcat și ucis în acea noapte de Dayton Dean. Duncan McRea, procurorul comitatului Wayne, despre care ziarul Detrioit Times menționa că ar fi membru al organizației, a jurat că-i va aduce pe ucigași în fața legii.
McRea a cercetat doisprezece suspecți în cazul omuciderii lui Pole; Dean a pledat vinovat și a mărturisit împotriva partenerilor săi. Alți zee oameni au fost condamnați, nouă de către juriu, iar unul de către judecător. Unul singur a fost achitat. Dean și ceilalți vinovați au fost condamnați la închisoare pe viață. Dean a oferit și informații semnificative cu privire la alte activități ale organizației. Aceștia nu au aflat niciodată că Becky Poole, o femeie blondă cu ochii albaștri, avea un stră-străbunic afro-american.

## Alte crime și investigații
Datorită mărturiilor lui Dean, procurorul a început alte investigații a numeroase cazuri de crimă, violență și intimidare pe parcursul a trei ani. În urma acesteia s-a descoperit rețeaua puternic înrădăcinată a organizației Black Legion în administrațiile locale - de exemplu, N. Ray Markland, fostul primar al Highland Park -, organizațiile publice și cele de afaceri, respectiv în poliție. Procurorul a pus sub acuzare membrii Black Legion pentru omucidrea lui Silas Coleman din Detroit, persoană de culoare găsit mort în afara Putnam Township, Michigan pe 26 mai 1935. Acesta a fost ucis cu aproape un an înaintea răpirii și uciderii lui Poole.
Membrii organizației au fost acuzate și plănuirea uciderii lui Athur Kingsley, un editor din Highland Park și candidat pentru funcția de primar al suburbiei în 1934. Aceștia au plănuit să-l împuște în 1933 deoarece candida împotriva lui Markland, un politician legionar. Șaisprezece membri au fost cercetați în cazul Kingsley, inclusiv „doi paznici de fabrică, un ofițer de poliție și alți angajați ai orașului Highland Park. La momentul arestării, Marjland era angajat în calitate de investigator la biroul procurorului McCrea din comitatul Wayne”. Nouă membri au fost condamnați în acest caz, inclusiv Markland și Athur F. Lupp Sr. Le-au urmat acestora un inspector din cadrul Consiliului Sănătății din Detroit și întemeietorul organizației legionare în Michigan. Conform declarațiilor, din rețeaua membrilor Black Legion din Highland Park făcea parte și șeful poliției alături de un consilier local.
S-a descoperit mai târziul ca primarul William Voisine din Ecorse, Michigan, a reprezentat o țintă a grupării; acesta era urât de către membrii organizației din cauza faptului că angaja oameni de culoare în zonele urbane. McRae a cercetate și condamnat 37 de membri ai legiunii în diferite cazuri. Toți au fost condamnați la închisoare contribuind în mod semnificativ la distrugerea grupului Black Legion în Detroit și Michigan.
Alte crime înfăptuite de cei din Black Legion au fost următoarele:
- George Marchuk, secretar al Uniunii Muncitorilor Auto din Lincoln Parl, a fost găsit mort pe 22 decembrie 1933, acesta fiind împușcat în cap.[6]
- John Bielak, un organizator în Compania Hudson Motor Car, „a fost găsit plin de gloanțe pe 15 martie 1934, pe un drum la aproape zece mile de Monroe, Michigan”.[6]

„Echipa incendiatorilor” din Black Legion și-au asumat responsabilitatea pentru incendierea fermei organizatorului William Mollenhauer în august 1934 localizată în comitatul Oakland. De asemenea, membrii au descris numeroase planuri de întrerupere a întâlnirilor politice și activități similare.

Cazurile au fost raportate și de presa internațională. De exemplu, un articol din The Sydney Morning Herland din data de 25 mai 1936, afirma că organizația Black Legion era o societate secretă a cărei membri practicau sacrificii ritualice:
O societate secretă care practica sacrificii ritualice, cunoscută sub denumirea de Black Legion, a fost descoperită în Detroit. O parte din membrii săi vor fi acuzați de crimă. Poliția crede că este o ramură a Ku Klux Klan care are peste 10.000 de membri. Scopul său este opoziția față de negri, romano-catolici și evrei.

## Cultura populară
Holloywood-ul, radioul și presa au răspuns naturii oribile a legiunii cu lucrări care fac referire la aceasta.
- Legion of Terror (1936) în care interpretau Ward Bond și Bruce Cabot se bazează pe această organizație.
- Black Legion (1937) o dramă în care interpreta actorul Humphrey Bogart.
- True Detective Mysteries, un show radio bazat pe revista cu același nume, a transmis un episod pe 1 aprilie 1937, care se referea în mod direct la Black Legion și moartea lui Poole.
- Show-ul radio The Shadow, cu Orson Welles, a diguzat un episod pe 20 martie 1930, intitulat „The White Legion”; a fost într-o oarecare măsură pe organizație.
- Malcom X și Alex Haley au colaborat în redactarea autobiografiei lui Malcom X (1965); acesta a notat că legiunea era activă în Lansing, Michigan unde familia sa locuia. Malcom X avea șase ani când tatăl său a murit în 1931; acesta credea că a fost ucis de către cei din legiune.
- Serialul tv History's Mysteries a prezentat un episod despre această organizație intitulat „Terror in the Heartland: The Black Legion” (1998).
- Serialul DAMNATION prezenta Legiunea Intunacanta ca una dintre gruparile importante din acest serial, avand Legiunea neagra pe partea anti-protagonista.(2018)